# الوحاش (مسلسل)
الوحاش مسلسل تلفزيوني عراقي.

## الممثلون
- فريال كريم.
- حكيم جاسم.
- محسن العزاوي.
- نزار السامرائي.
- كنعان وصفي.
- أحلام عرب.
- عبد الرحمن المرشدي.
- طه سالم.
- فاطمة الربيعي.
- أحمد طعمه التميمي.
- صادق علي شاهين.
- محمود أبو العباس.